# Антонова, Ирина Александровна (гандболистка)
Ири́на Алекса́ндровна Анто́нова (Барано́вская) (род. 2 июля 1986, Наро-Фоминск) — российская гандболистка, линейная сборной Казахстана и «Кубань». Мастер спорта международного класса.

## Спортивная карьера

### Клубы
- 2002—2005 —  «Вешняки» (Москва)
- 2005—2010 —  «Звезда» (Звенигород)
- 2010—2011 —  «Астраханочка» (Астрахань)
- 2011—2016 —  «Звезда» (Звенигород)
- 2016—2017 —  «Кубань» (Краснодар)
- 2017—2020 — «Астраханочка» (Астрахань)
- 2020—2022 —  «Звезда» (Звенигород)

## Достижения
- 3-кратная обладательница Кубка России (2009, 2010, 2014).
- Чемпионка Азии 2010.
- Обладательница Трофея чемпионов (2008).
- Чемпионка мира в составе молодежной сборной России.
- Обладательница Суперкубка России (2014).